# Rodium-101
Rodium-101 of 101Rh is een radioactieve isotoop van rodium. De isotoop komt van nature niet op Aarde voor.

## Radioactief verval
Rodium-101 vervalt door elektronenvangst tot de stabiele isotoop ruthenium-101:
{\displaystyle {\ce {{^{101}_{45}Rh}+{e^{-}}->{^{101}_{44}Ru}+{\nu }_{e}}}}
De halveringstijd bedraagt 3,17 jaar. Daarmee is het de langstlevende radio-isotoop van het element.
88Rh · 89Rh · 90Rh · 90mRh · 91Rh · 91mRh · 92Rh · 92mRh · 93Rh · 94Rh · 94mRh · 95Rh · 95mRh · 96Rh · 96mRh · 97Rh · 97mRh · 98Rh · 98mRh · 99Rh · 99mRh · 100Rh · 100m1Rh · 100m2Rh · 100m3Rh · 101Rh · 101mRh · 102Rh · 102mRh · 103Rh · 103mRh · 104Rh · 104mRh · 105Rh · 105mRh · 106Rh · 106mRh · 107Rh · 107mRh · 108Rh · 108mRh · 109Rh · 110Rh · 110mRh · 111Rh · 112Rh · 112mRh · 113Rh · 114Rh · 114mRh · 115Rh · 116Rh · 116mRh · 117Rh · 118Rh · 119Rh · 120Rh · 121Rh · 122Rh · 123Rh · 124Rh · 125Rh · 126Rh · 127Rh